# Marak (Texas)
Marak is een plaatsje in het noordwesten van Milam County in de Amerikaanse staat Texas. Het ligt zo'n tien kilometer van Cameron vandaan aan Farm Road 2269. Marak is in de jaren 1880 gesticht en is vernoemd naar František Mařák, een Tsjechische immigrant. Het bestaat uit een aantal boerderijen geclusterd om een kerk en begraafplaats. De bevolking bestaat vooral uit mensen van Tsjechische afkomst en begin jaren 1980 telde Marak 100 gezinnen. 